# Římskokatolická farnost Bystřice u Benešova
Římskokatolická farnost Bystřice u Benešova je jedno z územních společenství římských katolíků v benešovském vikariátu s farním kostelem sv. Šimona a Judy

## Historie
Farnost je doložena k roku 1352 jako plebánie, po hiátu v období reformace byla obnovena. Od roku 1688 jsou ve farnosti vedeny matriky.

## Kostely farnosti
| Kostel                        | Místo     | Bohoslužba                                                     |
| ----------------------------- | --------- | -------------------------------------------------------------- |
| sv. Šimona a Judy             | Bystřice  | st čt pá 17.00 (v zimě na faře); od VI.-IX. v 19 hod. ne 08.30 |
| sv. Martina, Tožice           | Tožice    | ne 11.30                                                       |
| Nalezení sv. Kříže, Nesvačily | Nesvačily | sobota 17.00 (mimo zimu)                                       |
| sv. Havla                     | Chotýšany | ne 10.00 pouze 2. a 4. neděle v měsíci                         |
| sv. Jakuba Staršího           | Popovice  | ne 10.00 pouze 1. a 3. neděle v měsíci                         |
| sv. Martina                   | Postupice | sobota v 15.30, v létě od 18.00                                |

## Osoby ve farnosti
- dp. ThLic. Antoni Kośmidek, administrátor